# Найвальт, Игорь Александрович
Игорь Александрович Найвальт (5 июня 1947 года, село Володарское Житомирской области УССР — 14 августа 2018 года, Москва) — Заслуженный строитель Российской Федерации, почётный транспортный строитель, почётный железнодорожник, член Санкт-Петербургской Инженерной Академии. Председатель Совета директоров Балтийской строительной компании (1994-2018). Российский предприниматель, благотворитель и меценат.

## Биография
Родился 5 июня 1947 года года в селе Володарское Житомирской области УССР. Вырос в Омске. В юности занимался классической борьбой. В 1968 окончил Омский государственный университет путей сообщения по специальности инженер-механик. В 1978 получил специальность инженера-строителя в Иркутском институте инженеров железнодорожного транспорта.
С 1970 работал в структурах Министерства Транспортного строительства СССР, участвовал в строительстве железнодорожной линии Решоты-Богучаны, возглавлял строительство Нижнеудинского завода инвентарных зданий контейнерного типа. В 1977 году был награждён медалью «За трудовую доблесть» и орденом трудового Красного Знамени. 
В 1994 году создал и возглавил Балтийскую Строительную Компанию.
В 2000 году под руководством Игоря Александровича проведена полномасштабная  реконструкция железнодорожной магистрали Москва — Санкт-Петербург под скоростное движение поездов типа «Сапсан». В 2001 году Балтийской Строительной Компанией были проложены первые 65 км железнодорожной линии к Эльгинскому угольному месторождению на Дальнем Востоке – Улак-Эльга.
Балтийской Строительной Компанией электрифицированы более 2,5 тысяч километров железных дорог в направлениях Дальневосточной, Восточно-Сибирской, Северной, Октябрьской, Юго-Восточной, Приволжской и Северо-Кавказской железных дорог. Объемы и масштабы электрификации, проводимой Балтийской Строительной Компанией в 2000-е годы, были сравнимы с объемами электрификации железных дорог в СССР в 50-60-е годы XX века.
В 2003 году построен Ладожский вокзал, на открытии которого присутствовал Президент России Владимир Путин. Также силами специалистов Балтийской Строительной Компании были возведены железнодорожные вокзалы в Самаре, Красноярске, Ростове-на-Дону.
Под руководством Найвальта было введено в эксплуатацию  более 2 000 000 м2 жилья. Современные жилые комплексы построены в Москве, Санкт-Петербурге, Самаре, Ханты-Мансийске, Южно-Сахалинске, в Пушкино и Люберцах.
Балтийской Строительной Компанией были возведены 5 гостиниц мирового уровня в содружестве с международным гостиничным оператором Marriott International*. Отели построены в Москве, Самаре и Санкт-Петербурге.
В 2009 году  «Балтийская Строительная Компания» под руководством Игоря Александровича Найвальта завершила масштабный проект по строительству мостового перехода через реку Волгу в Ульяновске — Президентский мост*. В процессе возведения моста были применены уникальные технологии. Впервые в мире осуществлялась перевозка на плаву двухуровневых пролётных строений массой свыше 4 000 тонн при длине 220 метров. Осуществлён подъем двухуровневых пролётов на высоту 60 метров на опоры с разницей в отметках 6 метров по горизонтали. Специально для этого моста была разработана и впервые использована в практике мирового мостостроения уникальная технология с применением гидромодулей фирмы «FREYSSINET». Церемония открытия мостового перехода состоялась 24 ноября 2009 года с участием Президента России Дмитрия Медведева. Силами компании также были реконструированы Финляндский мост* в Санкт-Петербурге и Краснолужский мост* в Москве.
Под руководством Игоря Александровича построено более 30 спортивных сооружений, среди которых первый футбольный стадион по стандартам ФИФА «Локомотив»* в Москве, ледовые арены и спортивные комплексы в Московской области,  ряд олимпийских объектов в Сочи: ледовая арена «Шайба»*, тренировочная арена, ледовая арена для кёрлинга, санно-бобслейная трасса*.
В 2013 году реализован крупнейший инвестиционный проект государственно-частного партнёрства – Многофункциональный комплекс на Новом Арбате, 32 в Москве.
В 2017 году Найвальт Игорь Александрович стал лауреатом премии «Своя колея» за высокий профессионализм, благотворительность и подвижничество.
Игорь Александрович Найвальт скончался 14 августа 2018 года, похоронен у алтаря Церкви Святого Игоря Черниговского в Ново-Переделкино.
В знак признания заслуг Игоря Найвальта перед Русской Православной Церковью его отпевание совершил Патриарх Московский и всея Руси Кирилл.

## Благотворительная деятельность
К 300-летию Санкт-Петербурга силами и за счет средств Балтийской Строительной Компании была проведена  реконструкция всех  вокзалов, возведены памятник Александру Невскому и Часовня Святой Троицы. 
«Балтийская Строительная Компания», возглавляемая Найвальтом, 10% от прибыли направляла на строительство и реконструкцию храмов. На эти средства было построено и восстановлено более 70 объектов православной церкви.   
Среди памятников православной культуры России, возведенных и воссозданных  «Балтийской Строительной Компанией» — соборный храм святого Игоря Черниговского в Ново-Переделкино, комплекс Патриаршего подворья и Храм Троицы в Орехово-Борисове, Софийский собор в Пушкино,  Церковь Михаила Архангела в п. Токсово, часовня Александра Невского, Троицко-Петровский собор в Санкт-Петербурге, памятник святому Александру Невскому у Александро-Невской лавры, в Самаре — храм Георгия Победоносца, Софийский собор и многие другие. 
Кроме строительства и восстановления храмов и православных памятников большое внимание уделяется  помощи инвалидам, ветеранам, детям – сиротам, развитию отечественного спорта. Балтийская Строительная Компания оказывает поддержку Международному Кинофоруму «Золотой Витязь», является спонсором церемонии вручения премии «Своя колея», поддерживает государственный музей В. Высоцкого и музей С. Есенина в Москве. 

## Увековечивание памяти
В 2019 году в Самаре был проведен Первый всероссийский юношеский турнир по греко-римской борьбе памяти Игоря Александровича Найвальта. Почетными гостями турнира стали известные российские спортсмены: Герой России, депутат Государственной Думы, трехкратный олимпийский чемпион, девятикратный чемпион мира Александр Карелин, трехкратный чемпион мира Мнацакан Искандарян, двукратный чемпион мира Александр Игнатенко, обладатель Кубка мира по греко-римской борьбе Алексей Колесников. В церемонии открытия мероприятия принял участие губернатор Самарской области Дмитрий Азаров.
5 июня 2021 года в Москве у главного входа в отель Marriott (Новый Арбат, 32) состоялось торжественное открытие мемориальной доски Найвальту Игорю Александровичу (скульптор Карен Саркисов).

## Государственные награды
- Орден Трудового Красного Знамени (12 мая 1977 года) — за большие трудовые заслуги перед Советским государством и обществом в области производства;
- Орден «За заслуги перед Отечеством» IV степени (18 апреля 2005 года) — за большой вклад в развитие строительного комплекса и многолетний добросовестный труд.
- Орден Александра Невского (14 августа 2014 года) — за достигнутые трудовые успехи, активную общественную деятельность и многолетнюю добросовестную работу;
- Звание Заслуженный строитель Российской Федерации (1 июля 1999 года).
- Медаль «За трудовое отличие» (19 марта 1974 года) — за ударный труд, достижение высоких показателей в работе;
- Медаль «300 лет Российскому флоту» (10 февраля 1996 года) — за поддержание традиций, увековечение славы и памяти военнослужащих Военно-Морского Флота;
- Медаль «В память 300-летия Санкт-Петербурга» (23 мая 2003 года) — за значительный вклад в развитие Санкт-Петербурга;
- Юбилейная медаль «100 лет Транссибирской магистрали» (27 июня 2001 года) — за безупречную работу в отрасли железнодорожного транспорта, а также внесение значительного вклада в развитие Транссибирской железнодорожной магистрали;
- Медаль «За воинскую доблесть. В ознаменование 100-летия со дня рождения Владимира Ильича Ленина» (15 апреля 1970 года) — за внесение своим трудом значительного вклада в построение социализма в СССР;
- Юбилейная медаль «60 лет Вооружённых Сил СССР» (28 января 1978 года) — за особый личный вклад в сохранение патриотических традиций и устоев.

## Ведомственные награды
- Знак «Почетный транспортный строитель» (31 августа 1982 года) — за наивысшие и стабильные результаты труда в области транспортного строительства;
- Знак «За заслуги в транспортном строительстве» (май 2007 года).
- Знак «Почётный железнодорожник» (4 июня 2003 года) — за наивысшие и стабильные результаты труда, разработку и внедрение достижений науки, техники и прогрессивной технологии, являющихся большим вкладом в развитие и совершенствование деятельности железнодорожного транспорта;
- Медаль «90 лет транспортной милиции» (19 февраля 2009 года).
- Медаль «За усердие в службе» (7 июня 2007 года).
- Юбилейный знак «Транспортная милиция России 85 лет» (10 февраля 2004 года).
- Знак «70 лет Северному флоту» (15 октября 2003 года).
- «Золотой знак МИИТа» (13 декабря 2001 года).
- Медаль «За укрепление боевого содружества» (18 июля 2001 года).
- Памятная медаль Северо-Западного управления внутренних дел на транспорте (9 июня 2001 года).
- Медаль «За труд и верность. 150 лет магистрали Санкт-Петербург — Москва» (2001 год).
- Медаль «150 лет Железнодорожным войскам России» (23 августа 2000 года).

## Наградное и именное оружие
- Пистолет «Маузер», к. 7,63 мм от командующего железнодорожными войсками, (23 июля 2001 года);

- Именной кортик от главнокомандующего ВМФ, (9 декабря 2002 года).

## Православные награды
- Орден «Славы и Чести» I степени, (14 июня 2012 года);
- Орден святого равноапостольного князя Владимира II степени, (21 июля 2004 года);
- Орден святого равноапостольного князя Владимира III степени, (12 декабря 1997 года);
- Орден святого равноапостольного князя Владимира III степени, (17 сентября 1999 года);
- Орден преподобного Сергия Радонежского I степени, (12 марта 2012 года);
- Орден преподобного Сергия Радонежского II степени, (14 апреля 2003 года);
- Орден преподобного Сергия Радонежского III степени, (15 сентября 2001 года);
- Орден святого благоверного князя Даниила Московского II степени, (20 мая 1999 года);
- Орден святого благоверного князя Даниила Московского, III степени, (28 июня 2000 года);
- Орден Серафима Саровского II степени, (5 июня 2007 года);
- Патриарший знак Храмостроителя, (7 июля 2016 года);
- Медаль Смоленской епархии в честь чудотворной Смоленской иконы Божией Матери Одигитрии III степени, (23 августа 2015 года);
- Медаль святого Петра I степени, (19 сентября 2004 года);
- Медаль святого Петра II степени, (27 мая 2003 года);
- Медаль святого Петра:
- Медаль Александра Невского.